# Xukurú jezik
Xukurú jezik (ISO 639-3: xoo; kirirí, kirirí-xokó) jest izumrli jezik Xukuru Indijanaca iz brazilske države Pernambuco kojim se govorilo na poručju Serre de Urubá (Arobá) blizu grada Cimbresa.
Etnički se dijele na plemena Xukuru ili Ichikile na Serri de São José i rijekama Meio, Capibariba i Taperoá u Pernambucu i Paraíbi, Paratió ili Prarto na río Capibariba i Garanhun grupu koja je možda obitavala u Pernambucu kod grada Garanhuns jugozapadno od Recifea.
Danas se koristi samo portugalskim jezikom [por]. Razlikuje se od jezika karirí-xocó [kzw].

## Vanjske poveznice
- Ethnologue (14th)
- Ethnologue (15th)